# Sochinsogonia eruana
Sochinsogonia eruana är en insektsart som beskrevs av Young 1986. Sochinsogonia eruana ingår i släktet Sochinsogonia och familjen dvärgstritar. Inga underarter finns listade i Catalogue of Life.